# Hannah Hampton
Hannah Alice Hampton (* 16. November 2000 in Birmingham) ist eine englische Fußballtorhüterin. Die Torfrau steht derzeit beim englischen Erstligisten Chelsea FC unter Vertrag und spielte 2022 erstmals für die englische Nationalmannschaft.

## Karriere

### Vereine
Hampton wurde in Birmingham geboren, wuchs in Studley auf und zog im Alter von 5 Jahren mit ihrer Familie nach Spanien, wo ihre Eltern als Lehrer arbeiteten und sie in der Jugendabteilung des FC Villarreal mit dem Fußballspielen begann, obwohl sie wegen angeborenen Schielens bis zum Alter von 3 Jahren sich mehreren teilweise misslungenen Augenoperationen unterziehen musste und man ihr später mitgeteilt hatte, dass sie unfähig sei wettbewerbsmäßigen Sport zu betreiben, da ihr die Tiefenwahrnehmug fehlt. Als sie im Alter von 12 Jahren bei Stoke City spielte, rieten die Ärzte ihr davon ab im Tor zu spielen. Trotz gebrochener Finger und blutender Nase, wenn sie mal wieder danebengriff, setzte sie sich durch und spielt seit 2017 in der FA Women’s Super League, zunächst für Birmingham City, dann ab 2021 für Aston Villa und seit 2023 für Chelsea.

### Nationalmannschaft
Hampton nahm im Oktober 2016 mit der U-17 Mannschaft an der ersten Qualifikationsrunde zur U-17-Fußball-Europameisterschaft der Frauen 2017 teil, wurde beim Erfolg der Engländerinnen aber nicht eingesetzt. Im März 2017 stand sie dann bei der Eliterunde dreimal im Tor, musste den Ball nur einmal passieren lassen und erreichte mit ihrer Mannschaft als Gruppensiegerinnen die Endrunde. Im Mai stand sie auch bei der Endrunde im Tor, blieb aber nur beim 5:0 gegen Irland ohne Gegentor. Nach Niederlagen gegen die Niederlande (1:2) und Norwegen (0:2) schieden die Engländerinnen aus. Im Oktober 2018 wurde sie beim 8:0 in der ersten Qualifikationsrunde zur U-19-Fußball-Europameisterschaft der Frauen 2019 gegen Kroatien eingesetzt. Da ihre Mitspielerinnen auch die beiden anderen Spiele ohne sie ohne Gegentor gewannen, erreichten sie als Gruppensiegerinnen die Eliterunde. Diese fand im April 2019 statt und sie stand bei den 4:0- und 2:0-Siegen gegen Schweden bzw. Italien im Tor. Als Gruppensiegerinnen fuhren sie zur Endrunde nach Schottland, wo sie bei den 1:2- und 0:1-Niederlagen gegen Deutschland bzw. Spanien im Tor stand. Zwar gewannen ihre Mitspielerinnen das dritte Gruppenspiel, dies reichte aber nur zum dritten Platz. Ende August/Anfang September 2019 wurde sie in zwei Freundschaftsspielen der U-21-Mannschaft eingesetzt, die selten Spiele bestreitet.
Im Februar 2020 wurde sie zu Trainingszwecken für den SheBelieves Cup 2020 zur A-Nationalmannschaft eingeladen. Im Oktober 2021 wurde sie für zwei WM-Qualifikationsspiele nominiert. Ihren ersten Einsatz in der A-Elf hatte sie am 20. Februar 2022 beim 0:0 gegen Spanien im Arnold Clark Cup. Es folgte ein Einsatz beim 10:0 gegen Nordmazedonien in der Qualifikation für die WM 2023 am 8. April 2022. Am 17. Mai 2022 wurde sie für den vorläufigen EM-Kader benannt. Am 15. Juni wurde sie auch für den finalen Kader berücksichtigt. Bei der EM kam sie aber nicht zum Einsatz.
Am 31. Mai 2023 wurde sie als eine von 23 Spielerinnen für die WM-Endrunde in Australien und Neuseeland nominiert. Im Kader war sie die Spielerin mit den wenigsten Länderspielen.

## Erfolge
- Arnold-Clark-Cup-Sieger 2022
- Europameister 2022 (ohne Einsatz), 2025